# Micromesistius
Micromesistius è un genere di pesci d'acqua salata appartenenti alla famiglia Gadidae.

## Distribuzione e habitat
Le due specie del genere vivono nei due diversi emisferi: M. australis è diffuso nelle acque dell'emisfero australe, dalle isole Falkland alla Nuova Zelanda, mentre M. poutassou è diffuso nell'emisfero boreale, dalle acque dell'Artico, scendendo all'Atlantico, fino alle coste africane, Mediterraneo incluso.

## Specie
- Micromesistius australis
- Micromesistius poutassou